# Югославия на летних Олимпийских играх 1976
Югославия принимала участие в Летних Олимпийских играх 1976 года в Монреале (Канада) в тринадцатый раз за свою историю, и завоевала 2 золотые, 1 серебряную и 2 бронзовые медали. Югославия не пропустила ни одной летней олимпиады с 1920 года. Во время матча по гандболу между сборными Югославии и ФРГ 26 июля 1976 года хорватский националист выбежал на поле и поджёг югославский флаг.

## 01!Золото
- Каноэ, мужчины — Матия Любек.
- Греко-римская борьба, мужчины — Момир Петкович.

## 02!Серебро
- Греко-римская борьба, мужчины — Иван Фргич.
- Баскетбол, мужчины.
- Бокс, мужчины — Тадия Качар.

## 03!Бронза
- Каноэ, мужчины — Матия Любек.
- Бокс, мужчины — Аце Русевский.
- Дзюдо, мужчины — Славко Обадов.

## Результаты соревнований

### Академическая гребля
В следующий раунд из каждого заезда проходили несколько лучших экипажей (в зависимости от дисциплины). В финал A выходили 6 сильнейших экипажей, ещё 6 экипажей, выбывших в полуфинале, распределяли места в малом финале B.
Мужчины
| Соревнование | Спортсмены                   | Предварительный заезд | Предварительный заезд | Предварительный заезд | Отборочный заезд | Отборочный заезд | Отборочный заезд | Полуфинал | Полуфинал | Полуфинал | Финал   | Финал   | Итоговое место |
| Соревнование | Спортсмены                   | Заезд                 | Время                 | Место                 | Заезд            | Время            | Место            | Заезд     | Время     | Место     | Время   | Место   | Итоговое место |
| ------------ | ---------------------------- | --------------------- | --------------------- | --------------------- | ---------------- | ---------------- | ---------------- | --------- | --------- | --------- | ------- | ------- | -------------- |
| двойки       | Златко Челент Душко Мрдульяш | 3                     | 6:56,06               | 1 Q                   | не участвовали   | не участвовали   | не участвовали   | 2         | 6:34,18   | 2 QA      | Финал A | Финал A | 4              |
| двойки       | Златко Челент Душко Мрдульяш | 3                     | 6:56,06               | 1 Q                   | не участвовали   | не участвовали   | не участвовали   | 2         | 6:34,18   | 2 QA      | 7:34,17 | 4       | 4              |